# Halbenrain
Halbenrain é um município da Áustria, situado no distrito de Südoststeiermark, no estado da Estíria. Tem 38,78 km² de área e sua população em 2019 foi estimada em 1.753 habitantes.